# Netzliste
Netzlisten sind im Elektronik-Entwurf (ECAD bzw. CAD-Entwurf von Leiterplatten, s. Leiterplattenentflechtung und Multi-Chip-Module/MCM) textuelle Beschreibungen der elektrischen Verbindungen (Schaltplan) zwischen Bauelementen.
Im IC-Design (Chipentwurf) handelt es sich um die Beschreibung der Verbindungen zwischen den auf dem Chip enthaltenen Modulen, wie beispielsweise Logikgatter oder Speicherblöcke.
Das übliche textuelle Dateiformat für elektronische Netzlisten ist das Electronic Design Interchange Format (EDIF).